# Ibala minshullae
Ibala minshullae (Fitzpatrick, 2009) è un ragno appartenente alla famiglia Gnaphosidae.

## Etimologia
Il nome proprio è in onore del collezionista Jacqui Minshull, che raccolse gli esemplari nel 1983 e che è stato curatore della collezione di aracnidi del museo di storia naturale di Bulawayo (Zimbabwe).

## Caratteristiche
Si distingue per la parte anteriore ampia e per il processo centrale appuntito dell'apofisi mediana dei pedipalpi maschili.
Gli esemplari maschili rinvenuti hanno lunghezza totale è di 3,36mm; la lunghezza del cefalotorace è di 1,75mm; e la larghezza è di 1,42mm.
Non sono noti esemplari femminili.

## Distribuzione
La specie è stata reperita nello Zimbabwe centrale:  nella località di Sable Park, appartenente al distretto di Kwekwe, nella provincia delle Midland.

## Tassonomia
Al 2015 non sono note sottospecie e dal 2009 non sono stati esaminati nuovi esemplari